# 愛知県道220号阿野名古屋線

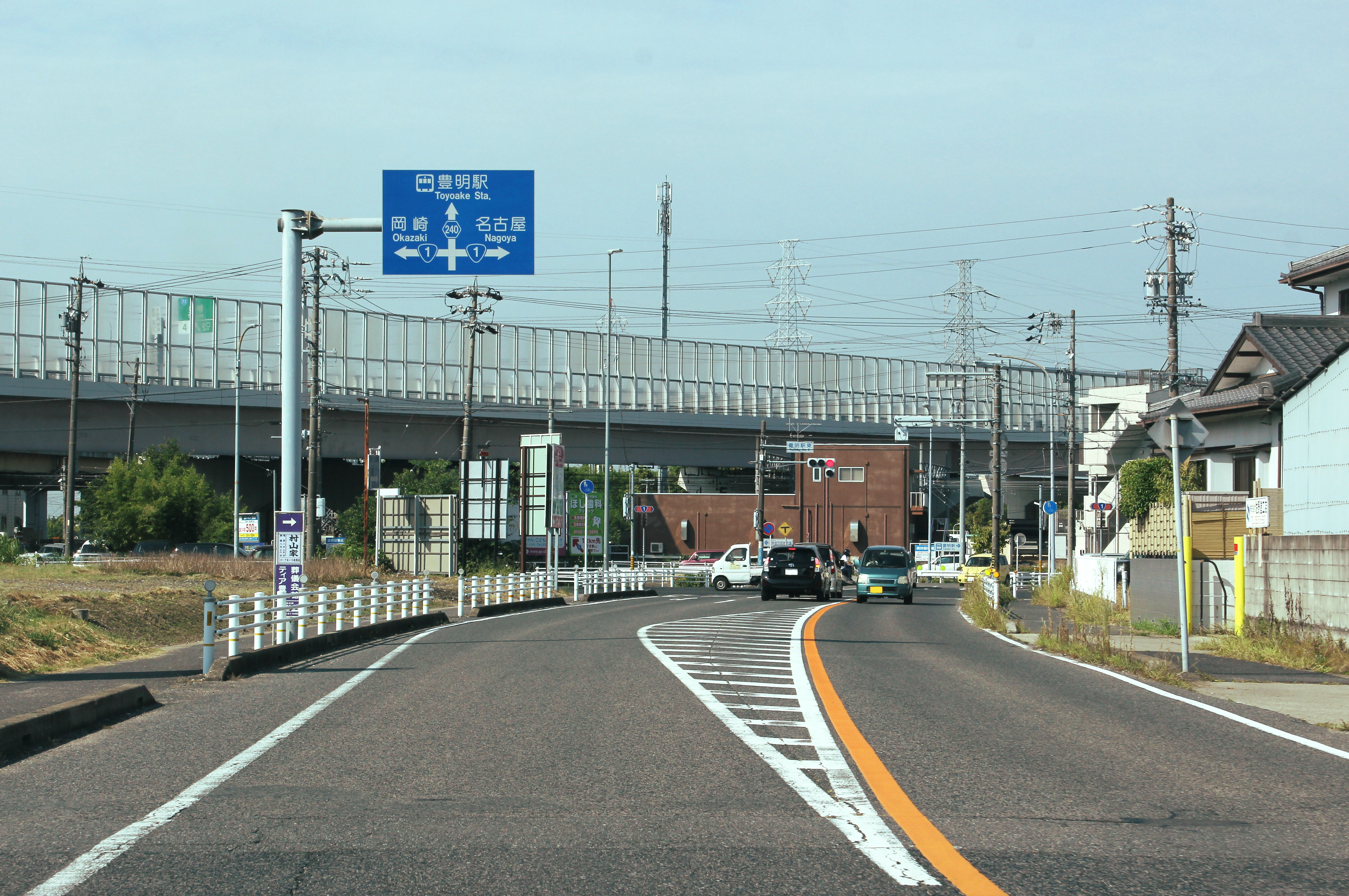
起点、豊明駅東交差点付近。

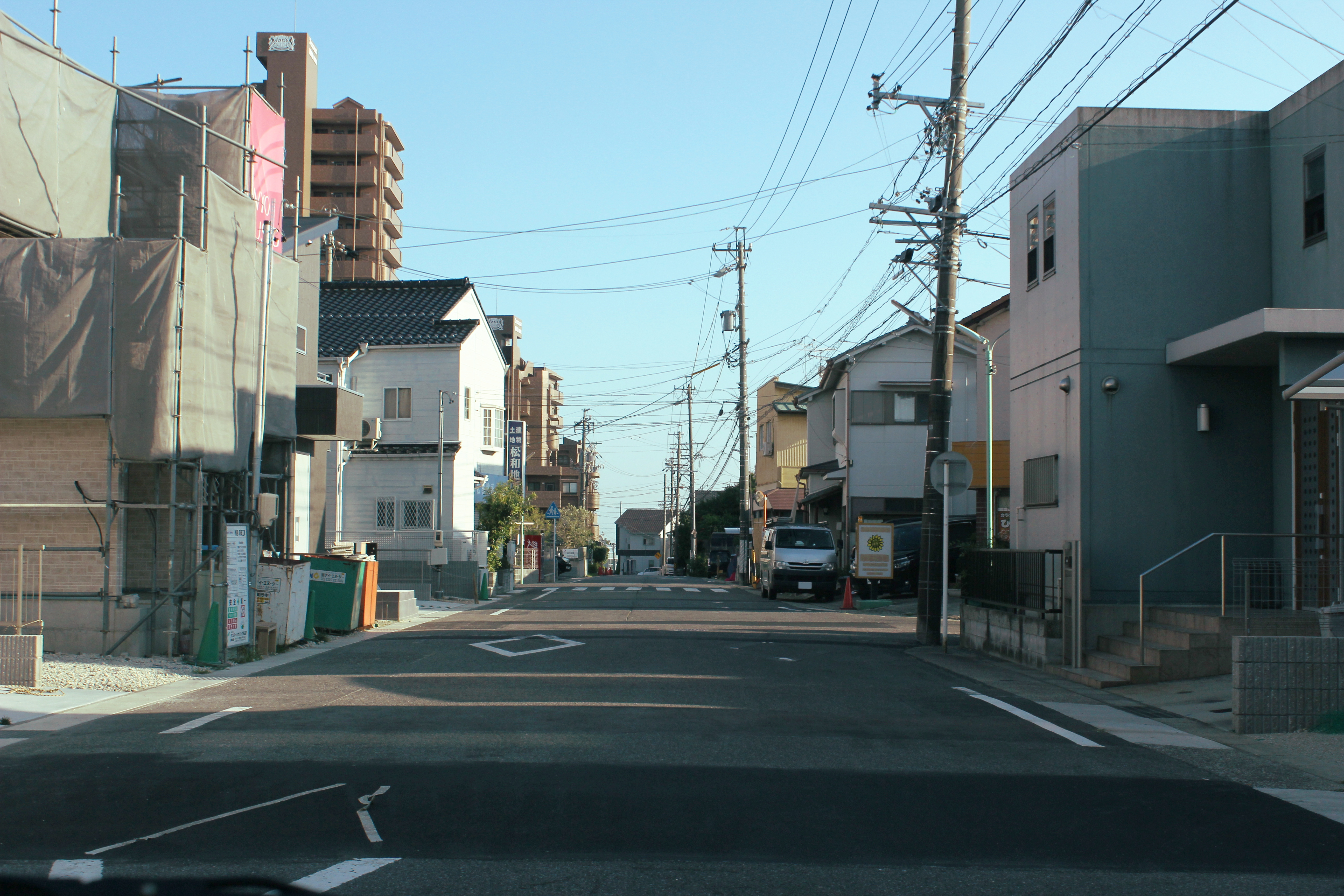
名古屋市天白区と緑区の区界付近。この付近は国道302号（名古屋環状2号線）の開通によって道路が分断されたため直通不可で要迂回（奥が分断箇所：黒沢台1丁目交差点の北西側）。

愛知県道220号阿野名古屋線（あいちけんどう220ごう あのなごやせん）は、愛知県豊明市阿野町と同県名古屋市昭和区を結ぶ一般県道である。沿線には藤田医科大学病院（学校法人藤田学園の正門がこの道路の信号交差点脇にある）や鳴海カントリークラブなどがある。愛知県道221号岩崎名古屋線との重複区間で県道59号と交差する島田交差点は、特に平日の朝は毎日のように渋滞が報じられる。徳重交差点や平手交差点もよく渋滞する。また、豊明市北部と名古屋市を直接結ぶ道路が少ない上に路線バスも頻繁に通過するため、藤田医科大学病院付近も平日朝夕を中心に渋滞する。

## 概要

### 路線データ
- 起点：愛知県豊明市阿野町（豊明駅東交差点）
- 終点：愛知県名古屋市昭和区（八事交差点）

## 沿革
- 1959年12月15日 認定

## 路線状況

### 別名
- 弥富通（名古屋市天白区）
- 平針街道（名古屋市天白区）
- 東海通（名古屋市緑区）
- 鶴見通（名古屋市緑区）

### 重複する道路
- 愛知県道239号岡崎豊明線
- 愛知県道36号諸輪名古屋線
- 愛知県道56号名古屋岡崎線（新道）
- 名古屋市道東海橋線（東海通）
- 愛知県道221号岩崎名古屋線

## 地理

### 通過する自治体
- 愛知県
  - 豊明市
  - 名古屋市（緑区 - 天白区 - 昭和区）

### 交差する道路
- 国道1号・愛知県道240号豊明停車場線（豊明駅東交差点）
- 愛知県道239号岡崎豊明線（大久伝南交差点 - 吉池東交差点間で重複）
- 愛知県道234号みよし沓掛線（新道：沓掛町地内）
- 愛知県道57号瀬戸大府東海線（中央公園前交差点、新道：明和交差点）
- 愛知県道36号諸輪名古屋線（平手交差点 - 徳重交差点間で重複）
- 愛知県道56号名古屋岡崎線（新道(バイパス)：豊明市沓掛町 - 明和交差点、勅使交差点 - 緑黒石交差点で重複）
- 名古屋市道東海橋線（東海通）（徳重交差点 - 緑黒石交差点間で重複）
- 国道302号（名古屋環状2号線）（黒沢台1丁目交差点：起点方のみで終点方は隔絶し不接続。R302号側の島田住宅東交差点にr220号の案内青看板あり）
- 愛知県道221号岩崎名古屋線（島田東交差点 - 新島田橋西交差点間で重複）
- 愛知県道59号名古屋中環状線（島田交差点）
- 山手グリーンロード（八事南交差点 - 八事交差点間で重複：認定上は県道単独区間）
- 国道153号（飯田街道）・愛知県道56号名古屋岡崎線（八事交差点）

## 沿線

### 豊明市
- 寿がきや食品本社
- 豊明吉池郵便局
- 中央公園
- 豊明市文化会館
- 藤田医科大学病院

### 名古屋市緑区
- 鳴海カントリークラブ
- 名古屋市営地下鉄桜通線 徳重駅
- ヒルズウォーク徳重ガーデンズ
- ユメリア徳重

### 名古屋市天白区
- 島田住宅
- 新生会第一病院（名古屋女子大学天白学舎跡）
- 天白区役所
- 天白川（新島田橋）
- 地蔵川（花壇橋）
- 三菱UFJ銀行八事支店

### 名古屋市昭和区
- イオン八事店
- 名古屋市営地下鉄鶴舞線・名城線 八事駅